# Damjan Fras
Damjan Fras (Liubliana, Yugoslavia, 21 de febrero de 1973) es un deportista esloveno que compitió en salto en esquí. 
Participó en dos Juegos Olímpicos de Invierno, en los años 1992 y 2002, obteniendo una medalla de bronce en Salt Lake City 2002, en la prueba de trampolín grande por equipos (junto con Primož Peterka, Robert Kranjec y Peter Žonta).

## Palmarés internacional
| Juegos Olímpicos | Juegos Olímpicos                | Juegos Olímpicos  | Juegos Olímpicos |
| Año              | Lugar                           | Medalla           | Prueba           |
| ---------------- | ------------------------------- | ----------------- | ---------------- |
| 2002             | Salt Lake City (Estados Unidos) | Medalla de bronce | TG por equipos   |